# Rubus melanolasius
Rubus melanolasius är en rosväxtart som först beskrevs av Georg Dieck, och fick sitt nu gällande namn av Wilhelm Olbers Focke. Rubus melanolasius ingår i släktet rubusar, och familjen rosväxter. Inga underarter finns listade i Catalogue of Life.